# Yasen Atour
Yasen Atour ist ein britischer Schauspieler und Filmproduzent.

## Leben und Wirken
Atour studierte von 2001 bis 2004 am WAC Arts London und besuchte von 2011 bis 2012 den Masterstudiengang an der ArtsEd School for Acting in London. Sein Bühnendebüt feierte er im Jahr 2004 in dem Stück J. Achide – J’s final Hours in der Rolle des J. Achide unter der Regie von Che Walker. Mit seiner Rolle in zwei Folgen der britischen Militär-Fernsehserie Strike Back, war er 2013 erstmals im Fernsehen zu sehen. 2016 war er in dem Antikfilm Ben Hur in der Rolle des Jacob besetzt. Seit 2020 spielt er in der Henning-Mankell-Verfilmung Der junge Wallander eine Hauptrolle.
Atour ist zudem Gründer der Filmproduktionsgesellschaft Palikuku Films.

## Filmografie (Auswahl)

### Als Schauspieler
- 2013: Reload (Kurzfilm)
- 2013: Strike Back (Fernsehserie, zwei Folgen)
- 2015: Mission: Impossible – Rogue Nation
- 2016: Marcella (Fernsehserie, Folgen 1.04–1.07)
- 2016: Ben Hur
- 2016: My Enemy (Kurzfilm)
- 2018: Robin Hood
- 2018: Relationshit (Fernsehserie, drei Folgen)
- 2020: Der junge Wallander (Young Wallander, Fernsehserie, sechs Folgen)
- 2021: The Witcher (Fernsehserie, 8 Folgen)
- 2024: Der Herr der Ringe: Die Ringe der Macht (The Lord of the Rings: The Rings of Power, Fernsehserie)

### Als Produzent
- 2012: Iranglish (Kurzfilm)
- 2013: Lost & Found (Kurzfilm)
- 2018: If Apps Existed 500 Years Ago (Kurzfilm)

## Theatrografie
- 2011: Rabbit, am ArtsEd London, Regie: Marie McCarthy
- 2012: Hot Fudge, am ArtsEd London, Regie: Chris White
- 2016: My Enemy (Kurzfilm)
- 2018: 68 Years, am Arcola Theatre London, Regie: Chris White